# Christofer Heimeroth
Christopher Heimeroth (ur. 1 sierpnia 1981 w Unnie) – niemiecki piłkarz grający na pozycji bramkarza.

## Życiorys
Swoją karierę zaczynał w SG Massen, następnie występował w BSV Menden, gdzie wypatrzyli go przedstawiciele Borussii Dortmund. W zespole z Dortmundu występował w sezonie 1996/1997. Po dwóch latach pobytu w Sportfreunde Oestrich-Iserlohn przeniósł się do zespołu rezerw FC Schalke 04. W 2002 roku przebił się do kadry pierwszego zespołu Schalke i wywalczył z tą drużyną Puchar Niemiec. Od sezonu 2006/2007 występował w Borussii Mönchengladbach. W 2018 roku zakończył karierę.